# New World (videogioco)
New World è un videogioco di ruolo online multigiocatore di massa (MMORPG) sviluppato da Amazon Games Orange County e pubblicato da Amazon Games rilasciato il 28 settembre 2021. L'uscita del gioco era precedentemente prevista per maggio 2020 e successivamente agosto 2021, ma è stata ritardata fino alla sua uscita mondiale il 28 settembre 2021. Ambientato a metà del XVII secolo, i giocatori colonizzano una terra immaginaria modellata sulle Americhe.
Mentre New World è stato inizialmente pianificato come un gioco free-to-play, attualmente impiega il modello di business standard di un gioco buy-to-play, un punto di differenza storica rispetto a molti MMORPG, per lo più molto più vecchi, che tradizionalmente utilizzavano modelli di abbonamento al servizio di significativi aggiornamenti regolari dei contenuti. Il gioco offre anche microtransazioni sotto forma di skin insieme a una selezione limitata di oggetti funzionali sia decorativi che di impatto sul gameplay da utilizzare all'interno del sistema di alloggiamento del giocatore.

## Modalita di gioco
I giocatori possono formare gruppi di massimo cinque membri, unirsi a una delle tre fazioni (Predoni, Sindacato o Congrega), raccogliere materie prime (legno, pietra, pelli di animali, ecc.) dai nodi delle risorse, creare oggetti, ottenere il controllo sugli insediamenti, effettuare missioni, esplorare il mondo o combattere altri giocatori o mostri.
Il gameplay non prevede attacchi mirati autobloccati e, quindi, è necessaria una mano ferma nel mirare. Ad ogni livello, i mob ostili sono programmati con sequenze sempre più complesse e forti di abilità di comportamento offensivo che richiederanno al giocatore di contrastare usando il proprio mana, resistenza e salute con attacchi a tempo, schivate, blocchi di armi, ritirate o furtività strisciante. Le scelte dell'albero delle abilità delle armi sono attualmente per arco, martello, accetta, grande ascia, bastone di fuoco, bastone della vita, moschetto, archibugio, lancia, spada/scudo, guanto di ghiaccio, guanto del vuoto, mazzafrusto e spadone.
Il personaggio fa salire di livello le abilità degli attributi personali. I rendimenti decrescenti aumentano con l'aumentare del livello di abilità di un attributo.  Il personaggio del giocatore aumenta anche di livello le abilità con le armi e il commercio. Le abilità commerciali sono divise in tre categorie: "artigianato" (forgiatura di armi, armature, ingegneria, creazione di gioielli, arcana, cucina e arredamento), "raffinazione" (fusione, lavorazione del legno, lavorazione del cuoio, tessitura e taglio della pietra) e "raccolta" (disboscamento, estrazione mineraria, raccolta, tracciamento e scuoiatura). C'è anche un'abilità di "campeggio" (sopravvivenza nella natura selvaggia).
Esistono tre metodi di viaggio rapido e, sebbene non siano disponibili cavalcature ad alta velocità, c'è una serie di abilità per aumentare la velocità di avanzamento intermittente. Il giocatore può schivare o arrampicarsi sulla maggior parte degli oggetti ambientali o usare il bastone antincendio per attraversare ampi spazi aerei.
L'economia è incentrata sulle monete d'oro. Il giocatore può disporre di oggetti indesiderati attraverso il mercato tra i giocatori in cambio di monete d'oro, può "recuperare" (smantellare) gli oggetti per le risorse, può scartare l'oggetto a terra o può fare uno scambio diretto con un altro giocatore. I personaggi che muoiono non lasciano cadere oggetti, ma ad ogni incontro di combattimento, uso o morte, gli oggetti del giocatore subiscono danni. Questo danno può essere riparato con oggetti di riparazione e monete d'oro.
Il giocatore può acquistare alloggi personali ed erigere arredi per ottenere bonus estetici e di utilità, oltre a ottenere un mezzo per viaggiare velocemente verso il sito dell'insediamento.
Le meccaniche di gioco offrono combattimenti PvP con e senza missioni. Prima di lasciare un insediamento in una zona sicura, i giocatori hanno la possibilità di impostare lo "stato segnalato", che li renderà vulnerabili agli attacchi di altri giocatori segnalati e viceversa. Lo stato PvP segnalato si attiva dopo 30 secondi di ricarica, che inizia dopo che i giocatori hanno lasciato la zona di insediamento.

## Trama
New World è ambientato in un mondo immaginario durante il 17º secolo durante l'Età dell'Esplorazione. Il gioco è ambientato su un'isola immaginaria nell'Oceano Atlantico nota come Aeternum. Il mondo è pieno di risorse da raccogliere e nemici da affrontare, da creature feroci a giocatori rivali. Al momento, il giocatore è in grado di attraversare questo mondo solo a piedi o tramite teletrasporto tra "Santuari" situati in tutti i principali insediamenti e diversi punti di riferimento. Ha un'economia guidata dai giocatori.

## Sviluppo
New World è stato rivelato per la prima volta nel settembre 2016, al TwitchCon. Amazon Game Studios ha annunciato che lavorerà ai suoi primi tre giochi per PC: Breakaway, Crucible e New World. Nel marzo 2018, Breakaway è stato cancellato, lasciando i team a concentrarsi sugli altri due titoli, e il 9 ottobre 2020, Relentless Studios ha annunciato la cancellazione di Crucible, citando l'incapacità di vedere un futuro sostenuto come motivo della cancellazione. Lo studio si spostò invece per aiutare lo sviluppo di New World. Il 16 febbraio 2021 è stato annunciato che il gioco uscirà il 31 agosto 2021. 
Il gioco era originariamente progettato per essere un gioco free-to-play, tuttavia nel 2019, prima della sua uscita, il modello di business è cambiato nel modello di business standard dei giochi a pagamento. I giocatori che si sono iscritti al gioco prima di questa modifica hanno ricevuto il gioco gratuitamente. 
Il 20 luglio 2021, il gioco è stato lanciato come beta chiusa. Il giorno seguente, è stato riferito che molte schede grafiche Nvidia GeForce RTX 3090 di fascia alta prodotte da EVGA sono state bloccate durante l'esecuzione del gioco. È stato teorizzato che l'assenza di un limite di FPS per le schermate dei menu nel gioco ha causato il rendering delle GPU a più di 9000 fotogrammi al secondo a pieno carico (mentre la maggior parte dei computer da gioco funziona a meno di 240 fotogrammi al secondo), mentre i fail-safe nelle schede non sono riusciti a prevenire i danni. In risposta, Amazon ha affermato che avrebbe implementato un limite di FPS nelle schermate dei menu, pur sostenendo che il gioco stesso non aveva danneggiato le carte. Jason Langevin, uno YouTuber tecnologico (popolarmente noto come JayzTwoCents) che per primo ha segnalato il problema, ha riferito che altre GPU, tra cui la RTX 3080 Ti e varie GPU AMD, sono state interessate e ha anche riferito che EVGA avrebbe sostituito gratuitamente tutte le GPU RTX 3090 bloccate dal gioco. Langevin ha anche indagato ulteriormente eseguendo una EVGA RTX 3090 e una MSi RTX 3090 e ha scoperto che mentre la GPU MSi non ha superato il limite di potenza nominale, la GPU EVGA è andata del 20% al di sopra del limite.
Il 4 agosto 2021 è stato annunciato che il gioco sarebbe stato ulteriormente posticipato al 28 settembre 2021, per consentire un ulteriore sviluppo basato sul feedback del beta testing. L'ultimo periodo di open beta è iniziato il 9 settembre 2021 ed è proseguito fino al 12 settembre.

## Distribuzione
Il 28 settembre 2021, Amazon Game Studios ha rilasciato e pubblicato New World a livello globale. Al momento del lancio erano disponibili cinque regioni server: Australia, costa orientale degli Stati Uniti, Europa, Sud America e costa occidentale degli Stati Uniti. La disponibilità di queste regioni è stata scaglionata, con tutte le partite che sono diventate giocabili alle 8:00 ora locale, ad eccezione dell'Australia, che è diventata disponibile alle 21:00 AEST per tenere conto della grande differenza di fuso orario. Il giorno dell'uscita del gioco, Steam ha registrato oltre 700.000 giocatori simultanei. Questo si rivelò difficile da gestire per i server di New World, con molti giocatori che riportavano lunghi tempi di coda, con i server più popolari di New World che occasionalmente raggiungevano il limite di 25.000 persone. Ciò è stato causato dalla capacità limitata di ogni server, che ha permesso di connettere solo 2000 giocatori contemporaneamente. Amazon ha risposto a questo problema introducendo server aggiuntivi in tutte le regioni entro due giorni dall'uscita del gioco e spiegando che erano in fase di test per aumentare il limite dal 2000. Hanno anche annunciato che i giocatori sarebbero stati in grado di trasferire i loro personaggi tra i server gratuitamente, consentendo alle persone di iniziare a giocare su server poco popolati senza il rischio di non essere in grado di giocare su server ad alta densità, o con gli amici, in seguito. Ciò ha contribuito ad alleviare i tempi peggiori della coda, ma i giocatori hanno continuato a esprimere disapprovazione mentre PC Gamer ha descritto il problema come "tutt'altro che risolto". Nell'ottobre 2021, è stato riferito che qualsiasi account che ha giocato al gioco tramite la condivisione della famiglia di Steam lo ha ricevuto gratuitamente. Un mese dopo Amazon ha deciso di disabilitare la funzionalità di condivisione familiare a causa di un "aumento di bot, venditori d'oro ed evasori di ban". D'altra parte, Amazon ha dichiarato che "per i giocatori che utilizzano la condivisione familiare per un motivo valido, aggiorneremo questo post con le istruzioni per l'assistenza" e ha reso possibile a giocatori selezionati di continuare a giocare a New World su account in cui il gioco non è mai stato acquistato.

## Accoglienza

### Critica
| Testata                          | Giudizio |
| -------------------------------- | -------- |
| Metacritic (media al 13-05-2024) | 70/100   |
| GameSpot                         | 6/10     |
| IGN                              | 6/10     |
| PC Gamer                         | 60/100   |
| PCGamesN                         | 6/10     |

New World ha ricevuto recensioni "miste o medie" secondo l'aggregatore di recensioni Metacritic. È stato nominato come miglior gioco multiplayer ai The Game Awards 2021. Durante il 2021, New World è riuscito a posizionarsi tra i giochi più giocati di Steam.

## Premi
| Anno | Premio                          | Categoria                                     | Risultati | Ref    |
| ---- | ------------------------------- | --------------------------------------------- | --------- | ------ |
| 2021 | Hollywood Music in Media Awards | Miglior colonna sonora originale — videogioco | Nominato  | [ 41 ] |
| 2021 | I premi del gioco               | Miglior multigiocatore                        | Nominato  | [ 42 ] |

## Adattamento
Nell'agosto del 2024 è stato annunciato che un cortometraggio animato dedicato a New World sarà presente nella serie televisiva antologica Secret Level, in uscita il 10 dicembre 2024.